# Saison 4 de Xena, la guerrière
Chronologie
Saison 3 de Xena, la guerrière Saison 5 de Xena, la guerrière
Cet article présente le guide des épisodes de la quatrième saison de la série télévisée Xena, la guerrière.

## Distribution

### Personnages principaux
- Lucy Lawless (VF : Denise Metmer) : Xena[1]
- Renée O'Connor (VF : Marie-Laure Dougnac) : Gabrielle[2]

### Acteurs récurrents
- Patrick Floersheim : le narrateur
- Ted Raimi : Joxer
- Bruce Campbell : Autolycos
- Marton Csokas : Borias
- Claire Stansfield : Alti
- Timothy Omundson : Eli
- Kathryn Morris : Najara
- Alison Wall : Minya
- Willa O’Neill : Lila
- Alexandra Tydings : Aphrodite
- Darien Takle : Cyrène
- Danielle Cormack : Ephiny
- Karl Urban : Jules César
- Jeremy Callaghan : Pompée
- Hudson Leick : Callisto
- Kevin Smith (VF : Thierry Mercier) : Arès

## Épisode 1:Aventures dans l’au-delà 1/2
- États-Unis : 28/09/1998 (Syndication)
- France : 20/02/2000 (TF1)

- Victoria Pratt : Cyané
- Charlotte Saunders : Anokin
- Kate Elliott : Yakout
- Erik Thomson : Hadès
- Hudson Leick : Callisto (photos d’archives)

- Lors du générique de fin, on peut lire ceci : No Dead Amazons lost their lives during the production of this motion picture. « Aucune Amazone morte n’a perdu la vie durant le tournage de cet épisode. »[3]
- Créatures et personnages légendaires : Amazones, Cyané, Hadès

## Épisode 2:Aventures dans l’au-delà 2/2
- États-Unis : 5/10/1998 (Syndication)
- France : 04/03/2000 (TF1)

- Victoria Pratt : Cyané
- Charlotte Saunders : Anokin
- Kate Elliott : Yakout

## Épisode 3:Une Affaire de famille
- États-Unis : 12/10/1998 (Syndication)
- France : 11/03/2000 (TF1)

- Lisa Crittenden : Hécube
- Geoff Snell : Hérodote
- Mark Viniello : le destructeur

- Lors du générique de fin, on peut lire ceci : No Spike-Skinned, Beast-Like, Incredibly-Hungry Offspring who can’t stand the sun were harmed during the production of this motion picture. « Aucune bête ressemblant à un porc-épic avec une incroyable fringale printanière n’a été blessée durant le tournage de cet épisode. »[4]

## Épisode 4:Contagion
- États-Unis : 19/10/1998 (Syndication)
- France : 18/03/2000 (TF1)

- Timothy Lee : Acestus
- Campbell Cooley : Euryalus
- Albert Sword : un villageois

- Le titre original est un jeu de mots de la phrase coutumière des mariages : In sickness and in health, « dans la maladie et la santé ».
- Lors du générique de fin, on peut lire ceci : No Leapin’ Lice were beaten, whipped, smashed or scratched during the production of this motion picture. « Aucun pou sauteur n’a été frappé, battu, démoli ou gratté durant le tournage de cet épisode. »[5]

## Épisode 5:Une Journée bien remplie
- États-Unis : 26/10/1998 (Syndication)
- France : 25/03/2000 (TF1)

- Stephen Lovatt : Phlanagus
- Darren Young : Brutus
- Caitlin McDougall : Nogalin
- Caleb Ross : Temeculos

- Lors du générique de fin, on peut lire ceci : No Permanent Battle Scars were inflicted during the production of this motion picture. « Aucune blessure de guerre permanente n’a été infligée durant le tournage de cet épisode. »[6]
- Créatures et personnages légendaires : Jules César, Pompée

## Épisode 6:Les Deux Muses
- États-Unis : 04/11/1998 (Syndication)
- France : 01/04/2000 (TF1)

- Shiri Appleby : Tara
- Hemi Rudoph : Télamon
- John Givins : Istafan
- Michael Kupenga : Andros
- Campbell Cooley : Licinus

- La trame rappelle un peu le film culte des années 80, Footloose.
- Lors du générique de fin, on peut lire ceci : No Self-Righteous Magistrates intent on suppressing the basic human right of freedom of expression were harmed during the production of this motion picture. « Aucun magistrat moralisateur tentant de supprimer le droit de l’homme fondamental de la liberté d’expression n’a été blessé lors du tournage de cet épisode. »[7]
- Créatures et personnages légendaires : Calliope

## Épisode 7:La Condamnation
- États-Unis : 9/11/1998 (Syndication)
- France : 08/04/2000 (TF1)

- Katrina Browne : Thalassa
- William Kircher : le capitaine des gardes
- Tanea Heke : Ersina
- Huntley Eliott : le juge
- Patrick Smith : le guérisseur
- Laurie Dee : le tavernier

- Lors du générique de fin, on peut lire ceci : No Rabid Flesh-Eating Crabs were cooked during the production of this motion picture. « Aucun crabe enragé et mangeur de chair n’a été cuisiné lors du tournage de cet épisode. »[8]

## Épisode 8:La Croisade
- États-Unis : 16/11/1998 (Syndication)
- France : 03/04/2001 (TF6)

- Kathryn Morriss : Najara
- David Rare : Marat
- Roy Snow : Dach

- Cet épisode vient conforter la nature de la relation ambigüe qu’entretiennent Xena et Gabrielle. Quand Xena évoque leur faiblesse commune, elle insinue que Najara et elle sont amoureuses de Gabrielle, et les dernières paroles de Najara le prouvent.
- Lors du générique de fin, on peut lire ceci : Xena’s Best Chewing Tooth was not harmed during the production of this motion picture. « La molaire fétiche de Xena n’a pas été blessée durant le tournage de cet épisode. »[9]

## Épisode 9:Passé imparfait
- États-Unis : 04/01/1999 (Syndication)
- France : 04/04/2001 (TF6)

- Catherine Boniface : Satrina
- Mark Ferguson : Dagnine
- Paul Gittins : Kaleipus

- Cet épisode est directement lié à l’Orphelin de guerre.
- Lors du générique de fin, on peut lire ceci : Borias’ goose was cooked during the production of this motion picture. « L’oie de Borias a été cuisinée lors du tournage de cet épisode. »[10]
- Créatures et personnages légendaires : Centaure

## Épisode 10:La Clef du royaume
- États-Unis : 11/01/1999 (Syndication)
- France : 05/04/2001 (TF6)

- Craig Parker : Cléades
- Yvonne Lawley : Gryphia
- Paul Willis : Ormestin
- Martin Howells : Kryptos

- Le personnage de Gabrielle est absent pour la première fois de la série.
- Cet épisode a été réalisé par Bruce Campbell.
- Lors du générique de fin, on peut lire ceci : No Priceless Porkers, of either organic or ceramic origin, were harmed during the production of this motion picture. « Aucun inestimable porc, qu’il soit organique ou de céramique, n’a été blessé lors du tournage de cet épisode. »[11]

## Épisode 11:La Fille de Pomira
- États-Unis : 18/01/1999 (Syndication)
- France : 06/04/2001 (TF6)

- Beth Allen : Pilee/Vanessa
- Bruce Hopkins : Rhal
- Watchman Rivers : Cirvik
- Craig Ancell : Milo
- Mandy McMullin : Adiah

- Lors du générique de fin, on peut lire ceci : No Blond-Haired, Blue-Eyed Horde girls or their extended families were harmed during the production of this motion picture. Lakota toti. Bonai. Soli bonai. « Aucune blonde aux yeux bleus de la horde, ni sa famille, n’a été blessée durant le tournage de cet épisode. »[12]
- Lakota toti. Bonai. Soli bonai. signifierait[13] :
  - « Tout le monde. Bien. Seulement bien. » en un mélange de sioux et de simili-latin.
  - « Pas de combat. Pas de guerre. La famille. » dans le langage pomirien.

## Épisode 12:Le Conte de fée
- États-Unis : 25/01/1999 (Syndication)
- France : 09/04/2001 (TF6)

- Olivia Tennet : la princesse Alexia
- Sally Spencer Harris : la reine
- Alistair Browning : le roi
- Chris Ryan : Zantar
- Ted Clark : le premier frère
- Douglas Kamo : le deuxième frère
- Hilary Cleary : la vieille dame

- On peut noter certain clins d’œil à :
  - Calvin Klein (Calvin Klinus)
  - Cendrillon
  - Pinocchio
- Lors du générique de fin, on peut lire ceci : No fractured fables were harmed during the production of this motion picture. « Aucune fable fracturée n’a été blessée durant le tournage de cet épisode. »[14]
- Créatures et personnages légendaires : Aphrodite

## Épisode 13:Le Paradis
- États-Unis : 01/02/1999 (Syndication)
- France : 10/04/2001 (TF1)

- Jeremy Roberts : Aiden
- Mervyn Smith : Garr

- Lors du générique de fin, on peut lire ceci : Paradise was found but not necessarily embraced during the production of this motion picture. « Le paradis a été trouvé mais pas nécessairement étreint durant le tournage de cet épisode. »[15]

## Épisode 14:Miracles sur commande
- États-Unis : 08/02/1999 (Syndication)
- France : 11/04/2001 (TF6)

- Monroe Reimers : Vikram
- Alex Reekers : Maya

- Créatures et personnages légendaires : Tataka (en)

## Épisode 15:Le Passé et l’Avenir
- États-Unis : 15/02/1999 (Syndication)
- France : 12/04/2001 (TF6)

- Tharini Mudaliar : Naima
- Saras Govender : Arminestra
- Colin Mathura-Jeffree : Shakti
- Gabriella Larkin : Khindin

- Clin d’œil à la saga Indiana Jones.
- Lors du générique de fin, on peut lire ceci : Xena’s Chakram got Gabrielle by the short hairs during the production of this motion picture. « Le chakram de Xena a raccourci les cheveux de Gabrielle durant le tournage de cet épisode. »[16]

## Épisode 16:La Voie
- États-Unis : 22/02/1999 (Syndication)
- France : 13/04/2001 (TF6)

- Jake McKinnon : Hanuman
- Rajneel Singh : Indrajit
- Rajeev Varma : Krishna

- Créatures et personnages légendaires : Hanuman, Krishna, Indrajit (en)

## Épisode 17:La Comédie
- États-Unis : 01/03/1999 (Syndication)
- France : 16/04/2001 (TF6)

- Jennifer Ward-Lealand : Zehra
- Mark Hadlow : Milo
- William Davis : Kaelus
- Stephen Hall : Therax
- Eduardo de Campos : Sophocle
- Polly Baigent : Paulina
- Peter Muller : Dustinus Hofmanis
- John McKee : Rivus
- Mark Nua : Cléon

- L’actrice Jennifer Ward-Lealand a déjà été invitée dans la série, elle interprétait Bodicéa dans l’épisode Une vieille ennemie.
- Un des centaures se nomme Dustinus Hofmanis, un clin d’œil à l’acteur Dustin Hoffman.
- Lors du générique de fin, on peut lire ceci : Although no great literary works of art were harmed or plagiarized, a few thespians stole some scenes during the production of this motion picture. « Bien qu’aucun chef-œuvre littéraire n’ait été détruit ou plagié, certains comédiens ont volé quelques scènes durant le tournage de cet épisode. »[17]
- Créatures et personnages légendaires : Sophocle

## Épisode 18:La Convertie
- États-Unis : 09/04/1999 (Syndication)
- France : 17/04/2001 (TF6)

- Daryl Brown : Kryton
- Mfundo Morrison : Arman
- Dennis Hally : le principal du pensionnat

- Joxer ôte sa première vie.
- Lors du générique de fin, on peut lire ceci : Argo’s gastrointestinal condition was cleared up upon completion of this motion picture. « L’intestin grêle d’Argo a été évacué avant la fin de cet épisode. »[18]

## Épisode 19:Une Enquête
- États-Unis : 26/04/1999 (Syndication)
- France : 18/04/2001 (TF6)

- Meighan Desmond : Discorde
- Natalie Duggan : Ravenica

- L’intrigue fait référence au jeu d’enquête Cluedo.
- Lors du générique de fin, on peut lire ceci : Argo was once again proven innocent during the production of this motion picture. « Argo a une fois encore été déclaré innocent lors du tournage de cet épisode. »[19]
- Créatures et personnages légendaires : Discorde

## Épisode 20:Assez joué!
- États-Unis : 03/05/1999 (Syndication)
- France : 19/04/2001 (TF6)

- Jennifer Sky : Amarice
- Nicole Whippy : Chilapa
- Stephen Butterworth : Carminus
- David Franklin : Brutus

- Lors du générique de fin, on peut lire ceci : Pompey’s reign came to a head during the production of this motion picture. « Le règne de Pompée a touché à sa fin durant le tournage de cet épisode. »[20]

## Épisode 21:Les Ides de Mars
- États-Unis : 10/05/1999 (Syndication)
- France : 20/04/2001 (TF6)

- Jennifer Sky : Amarice
- Darren Young : Brutus

- Lors du générique de fin, on peut lire ceci : Xena and Gabrielle were killed during the production of this motion picture. « Xena et Gabrielle furent tuées lors du tournage de cet épisode. »[21]

## Épisode 22:Tout recommence
- États-Unis : 17/05/1999 (Syndication)
- France : 23/04/2001 (TF6)

- Robert Trebor : Marco

- Episode réalisé par Renee O'Connor.
- Lors du générique de fin, on peut lire ceci : No Sword-Wielding, Card-Playing, Therapy-Seeking French Freedom Fighters were deflowered during the production of this motion picture. However, rumors of Custer and Pocahontas remain unconfirmed. « Aucun maniement d’épée, jeu de cartes, thérapie à la recherche de combattants français pour la liberté n’a été défloré durant le tournage de cet épisode. Toutefois, des rumeurs concernant Custer et Pocahontas demeurent non confirmées. »
- Annie, en réalité réincarnation de Joxer, nous gratifie d’un remix de Joxer la Magnifique :

Annie banani, la vie lui sourit, elle ne pense qu’au danger et c’est pour ça qu’elle est née, ne vous fiez pas à son air, elle est aussi forte que Joxer… Annie la magnifique !
- Créatures et personnages légendaires : George Armstrong Custer, George Patton, Jeanne d'Arc, Pocahontas